# Augne
Augne é uma comuna francesa na região administrativa da Nova Aquitânia, no departamento de Alto Vienne. Estende-se por uma área de 17,59 km². Em 2010 a comuna tinha 111 habitantes (densidade: 6,3 hab./km²).